# Milicz
Milicz (Duits: Militsch) is een stad in het Poolse woiwodschap Neder-Silezië, gelegen in de powiat Milicki. De oppervlakte bedraagt 13,5 km², het inwonertal 12.113 (2005).

## Verkeer en vervoer
- Station Milicz
- Station Milicz Wąskotorowy
- Station Milicz Zamek